# Glaciation de Gaskiers
La glaciation de Gaskiers est une période de larges dépôts glaciaires (diamictites notamment), qui dura 340 000 ans, entre 579,63 ± 0,15 et 579,88 ± 0,44 millions d'années, durant l'Édiacarien. C'est le dernier événement glaciaire majeur du Précambrien. Les dépôts de Gaskiers, à condition qu'ils datent tous de la même période, ont été trouvés sur huit paléocontinents distincts, jusqu'à des latitudes de 30 à 10°, proches de l'équateur, ce qui montre l'ampleur de l'événement. Malgré cela, il semble que la Terre ait évité un événement de type « Terre boule de neige » à cette occasion.
La couche de 300 m d'épaisseur située à Gaskiers (Terre-Neuve-et-Labrador) est remplie de dropstones. La valeur de son indicateur δ13C est très basse, aux alentours de -8 ‰, ce qui correspond à une période d'anomalie environnementale.
Cette couche se trouve juste en-dessous de quelques-uns des plus anciens fossiles de la faune de l'Édiacarien, ce qui a, de prime abord, laissé penser que la glaciation avait ouvert la voie à l'évolution de ces étranges organismes. Des méthodes de datation plus précises ont montré qu'il y avait, en fait, un intervalle de 9 millions d'années entre les diamictites et les macrofossiles, qui datent de 570 Ma.